# 許文瑾
許文瑾（？—1645年12月3日（隆武元年十月十七日）），字在予，徽州府祁門縣人，南明軍事人物。

## 生平
許文瑾自國子監學生出身，與弟弟許文玠部將魯標、李賓之起兵響應金聲及滎陽王朱蘊鈐，兵敗後商議堵塞休寧和黟縣。不久他在漁亭出戰時被擒獲，送到南京後於隆武元年（1645年）十月十七日和族人高謨、許文元一同被殺。

## 引用
1. 1 2  錢海岳《南明史·卷四十六·列傳第二十二》：……先後從（金）聲及滎陽王蘊鈐攻徽州不克……文瑾，字在予，祁門人。太學生。同弟文玠將魯標、李賓之起兵應（金）聲，兵敗，議堵休、黟。
2. ↑  錢海岳《南明史·卷三十五·列傳第十一》：……許文瑾、文玠兄弟起兵，文瑾被執死祁門。……文瑾戰漁亭被執。隆武元年十月十七日至南京，與族人高謨、文元俱死。